# Facesitting

Francesco Hayez, rysunek

Facesitting (ang. „siadanie na twarzy”) – praktyka seksualna, polegająca na tym, że jeden z partnerów siada na twarzy drugiego (najczęściej leżącego). Zwykle dochodzi wówczas do kontaktu oralno-genitalnego lub oralno-analnego, w skrajnych przypadkach także do praktyk flatufilnych, koprofilnych i urofilnych. Kiedy mężczyzna siedzi na twarzy drugiej osoby, może również dojść do teabaggingu.
Zwykle to dominująca kobieta siada na twarzy uległego mężczyzny, który wykonuje cunnilingus, ale istnieją również inne warianty. Między homoseksualnymi mężczyznami partner uległy zwykle wykonuje dominującemu anilingus. Jest to zachowanie związane z BDSM. Niekiedy połączone jest z podduszaniem partnera.